# Tanja Szewczenko
Tanja Szewczenko (* 26. Juli 1977 in Düsseldorf) ist eine ehemalige deutsche Eiskunstläuferin, die im Einzellauf startete. Sie arbeitet seit 2001 als Schauspielerin.

## Biografie

### Sportliche Karriere
Tanja Szewczenko startete im Eiskunstlauf für die Düsseldorfer EG, ihre Trainer waren Hugo Dümler, nach ihrem Wechsel ins Leistungszentrum Dortmund Peter Meyer (bis 1995) und Peter Jonas. 1992 hatte sie ihren ersten größeren internationalen Erfolg, als sie beim Juniorenwettbewerb Pokal der blauen Schwerter in Chemnitz Gold gewann. 1994 wurde sie als 16-Jährige erstmals deutsche Meisterin und gewann bei der Weltmeisterschaft im japanischen Chiba Bronze hinter Yuka Satō und Surya Bonaly. 1995 verteidigte sie ihren deutschen Meistertitel. Bei der Europameisterschaft verpasste sie wie schon 1993 mit dem vierten Platz knapp eine Medaille. 1996 zwang sie das Pfeiffersche Drüsenfieber mit einer gleichzeitigen Coxsackie-Virusinfektion zu einer fast zweijährigen Pause. 
1998 wurde Szewczenko zum dritten und letzten Mal deutsche Meisterin und gewann bei der Europameisterschaft trotz einer Mandeloperation die Bronzemedaille hinter den Russinnen Marija Butyrskaja und Irina Sluzkaja. Vor den Olympischen Spielen 1998 in Nagano gehörte sie zum erweiterten Favoritenkreis auf einen Medaillenrang, musste aber wegen eines Grippevirus auf die Teilnahme verzichten. Nach weiteren Verletzungen und häufigen Absagen war seit 1999 die sportliche Zukunft Szewczenkos unklar. Ihren letzten Wettkampf als Eiskunstläuferin bestritt sie bei den Deutschen Meisterschaften im Januar 2000 in Berlin, bei denen sie den dritten Platz belegte. Ein Jahr später, am 15. Januar 2001, erklärte Szewczenko ihren offiziellen Rücktritt vom Eiskunstlauf.

#### Ergebnisse
| Wettbewerb / Saison         | 1992/93 | 1993/94 | 1994/95 | 1995/96 | 1996/97 | 1997/98 | 1998/99 | 1999/00 |
| --------------------------- | ------- | ------- | ------- | ------- | ------- | ------- | ------- | ------- |
| Olympische Winterspiele     |         | 6.      |         |         |         |         |         |         |
| Weltmeisterschaften         | 7.      | 3.      |         | 6.      |         | 9.      |         |         |
| Europameisterschaften       | 4.      | 5.      | 4.      | 5.      |         | 3.      | Z       |         |
| Grand-Prix-Finale           |         |         |         |         |         | 2.      |         |         |
| Juniorenweltmeisterschaften | 3.      |         |         |         |         |         |         |         |
| Deutsche Meisterschaften    | 3.      | 1.      | 1.      | 2.      |         | 1.      | 2.      | 3.      |

- Z = Zurückgezogen

### Leben nach dem Rücktritt

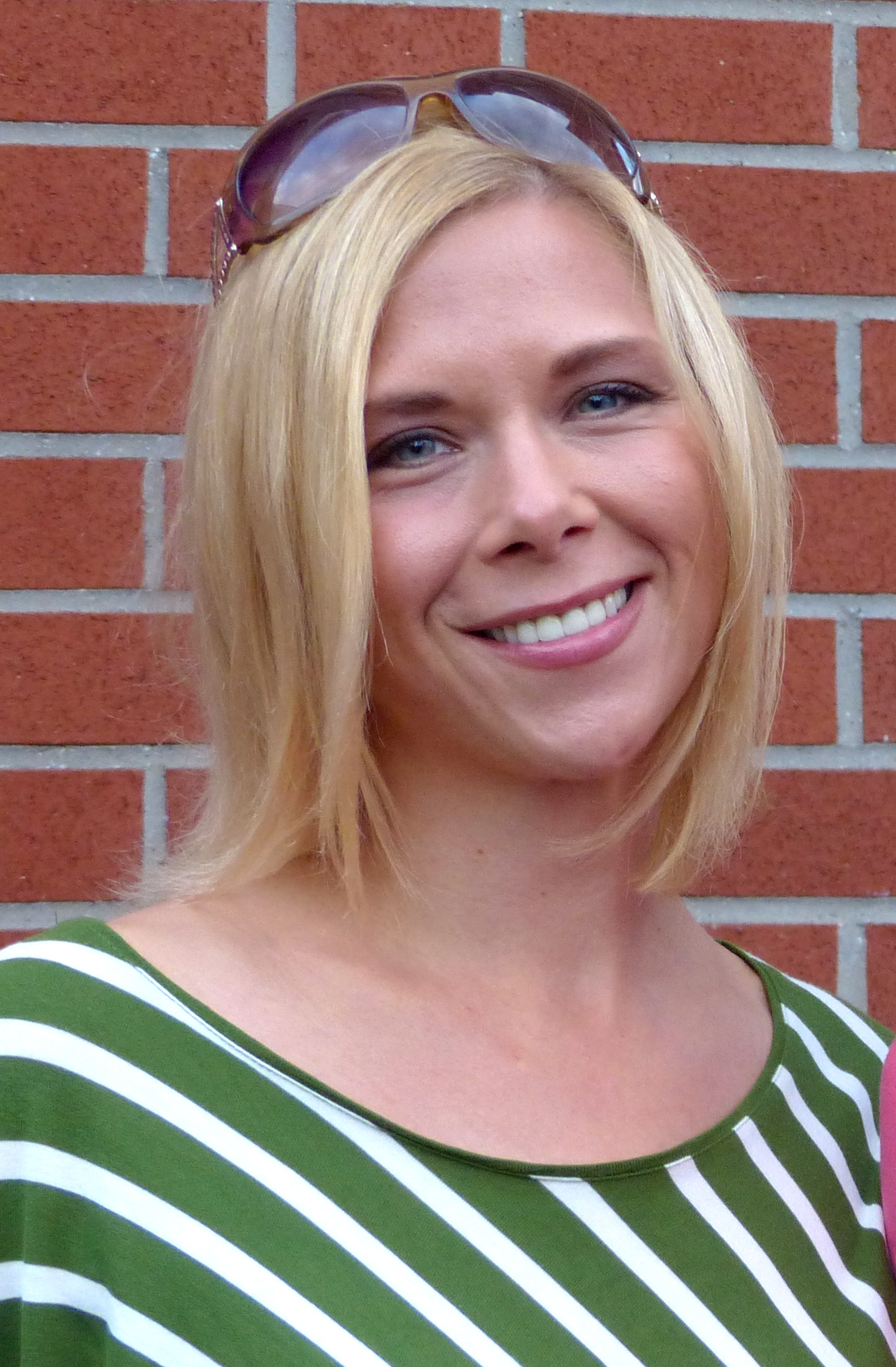
Szewczenko (2014)

Szewczenko versuchte als Fotomodell (u. a. mehrmals im deutschen Playboy-Magazin, in der Ausgabe von Mai 2014 auch auf dem Titelblatt und mit einer mehrseitigen Bilderstrecke) und Schauspielerin ihre Karriere auf einer anderen Ebene fortzusetzen. Von 2002 bis 2005 spielte sie in der RTL-Seifenoper Unter uns die Rolle der Katinka „Kati“ Ritter. In der RTL-Seifenoper Alles was zählt spielte sie von 2006 bis 2009 die Rolle der Diana Sommer. Im Dezember 2009 stellte sie ihr Kinderbuchdebüt namens Kiki Kufenflitzer – Der Eiskristall vor, das in dem von ihr gegründeten Schneekinder Verlag erschien.
In der Show Elements von Holiday on Ice trat Szewczenko von 2007 bis 2009 unter anderem in Hamburg, Wien und München wieder vor Publikum auf. Dabei zeigte sie sich sowohl als Solo- wie auch als Paarläuferin mit ihrem Lebensgefährten Norman Jeschke. 2013 nahm sie zusammen mit ihm an der Spielshow Mein Mann kann teil und war Teilnehmerin bei Promi Shopping Queen. 2014 belegte sie den zweiten Platz in der siebten Staffel von Let's Dance. Im August 2015 eröffnete sie in Köln die Abrakadabra-Spielsprachschule.
Am 27. Januar 2016 gab RTL bekannt, dass Szewczenko im Frühjahr 2016 wieder als Diana Sommer in Alles was zählt zu sehen sein wird. Ihren ersten Drehtag hatte sie am 10. Februar 2016; in der Folge vom 22. April 2016 war sie wieder im Fernsehen präsent, ebenso in der vom 14. Februar bis 4. April 2017 gesendeten zweiten Staffel der Wettkampfshow Ewige Helden.
Szewczenko gab 2020 bekannt, ihren Lebensgefährten Norman Jeschke bereits einige Zeit zuvor im engsten Familienkreis geheiratet zu haben. Bereits 2011 hatte das Paar eine Tochter bekommen, im April 2021 folgten Zwillingssöhne.

## Diskografie
Studioalbum
- 2004: Step Into My Life

Singles
- 2004: Step Into My Life
- Always Wanna Be in Love

## Filmografie
- 1998: Weihnachten für einen Engel
- 2000: Kasachstan Lady
- 2000: Polizeiruf 110: Blutiges Eis (Fernsehreihe)
- 2000: Hinter Gittern – Der Frauenknast (Fernsehserie, Folge: Herrenmoral)
- 2001: Küstenwache (Fernsehserie, Folge: Yachten im Bermuda-Dreieck)
- 2002–2005: Unter uns (Fernsehserie, 923 Folgen)
- 2003: Der Pralinenmörder (Kinofilm)
- 2006–2009, 2016–2018: Alles was zählt (Fernsehserie, 1245 Folgen)
- 2011–2014: Ein Fall für die Anrheiner (Fernsehserie, 111 Folgen)
- 2013: Promi Shopping Queen
- 2014: Let’s Dance (TV-Show, Kandidatin)
- 2014: SOKO Stuttgart (Fernsehserie, Folge: Die Tote auf dem Eis)
- 2015: SOKO München (Fernsehserie, Folge: Der stumme Diener)
- 2017: Ewige Helden (TV-Show, Kandidatin)
- 2017: 5 gegen Jauch (TV-Show, Kandidatin)
- 2018: In aller Freundschaft (Fernsehserie, Folge: Alle guten Geister)
- 2019: Bettys Diagnose (Fernsehserie, Folge: Abschied)
- 2022: Die Passion

## Theater
- 2002–2003: Ein Ehemann zur Ansicht (Kleines Theater Bad Godesberg/Neuwied)
- 2004: Unter Geiern (Karl-May-Festspiele Bad Segeberg)
- 2005–2006: Hosenflattern (Comödie Wuppertal/Duisburg)

## Eisshows
- 1994: Tom Collins Tour (USA)
- 1994: Elvis Stojko Tour (Kanada)
- 1993–2000: Stars on Ice (Deutschland)
- 1997–1999: Art on Ice (Deutschland/Schweiz)
- 2007–2009: Holiday on Ice (Deutschland)